# Joaquín Molina
Joaquín Molina (Rafaela, 16 dicembre 1991) è un calciatore argentino, attaccante del Ben Hur.

## Caratteristiche tecniche
È un centravanti.

## Carriera
È cresciuto nelle giovanili dell'Unión (S).